# Don Quijote (poem simfonic)
Don Quijote op. 35 este un poem simfonic de Richard Strauss pentru violoncel, violă și orchestră, subintitulat Phantastische Variationen über ein Thema ritterlichen Charakters (Variații fantastice pe o temă a caracterului cavaleresc), bazat pe romanul Don Quijote de La Mancha al scriitorului Miguel de Cervantes. Strauss a compus această lucrare la München în 1897. Premiera a avut loc la Köln pe 8 martie 1898, cu Friedrich Grützmacher ca solist pentru violoncel și Franz Wüllner ca dirijor.
Este compusă sub forma unei simfonii concertante, cu un violoncel solo reprezentând personajul lui Don Quijote, iar soliști de violă, tubă tenor și clarinet bas reprezentându-l pe Sancho Panza.
Partitura nu conținea inițial un program, dar compozitorul a scris ulterior explicații programatice scurte pentru secțiunile individuale ale lucrării, pentru o mai bună înțelegere.
A doua variațiune descrie un episod în care Don Quijote întâlnește o turmă de oi și le confundă cu o armată care se apropie. Strauss folosește o tehnică de sunete disonante prin care orchestra ilustrează imaginile unei turme de oi descrisă de Cervantes în opera sa. Aceasta este una dintre primele apariții ale acestei tehnici de interpretare.

## Structura
Lucrarea prezintă o structură tematică cu variațiuni.
1. Introducere: Tempo moderat – Don Quichotte verliert über der Lektüre der Ritterromane seinen Verstand und beschließt, selbst fahrender Ritter zu werden („Don Quijote își pierde mințile citind romanele cavalerești și decide să devină el însuși un cavaler rătăcitor”)
2. Temă. Moderat – Don Quichotte, der Ritter von der traurigen Gestalt („Don Quijote, cavalerul tristei figuri”)
3. Moderat – Sancho Panza
4. Variațiunea I: Pe îndelete – Abenteuer an den Windmühlen („Aventuri cu morile de vânt”)
5. Variațiunea a II-a: Marțial – Der siegreiche Kampf gegen das Heer des großen Kaisers Alifanfaron („Bătălia victorioasă împotriva armatei marelui împărat Alifanfaron”)
6. Variațiunea a III-a: Moderat – Gespräch zwischen Ritter und Knappen („Conversație între cavaler și scutier”)
7. Variațiunea a IV-a: Largo – Unglückliches Abenteuer mit einer Prozession von Büßern („Aventura nefericită cu o procesiune de pelerini”)
8. Variațiunea a V-a: Foarte încet – Die Waffenwache („Vigilența Cavalerului”)
9. Variațiunea a VI-a: Repede – Begegnung mit Dulzinea („Întâlnire cu Dulcinea”)
10. Variațiunea a VII-a: Puțin mai liniștit decât înainte – Der Ritt durch die Luft („Călătoria prin aer”)
11. Variațiunea a VIII-a: Pe îndelete – Die unglückliche Fahrt auf dem venezianischen Nachen („Nefericita călătorie pe barja venetiană”)
12. Variațiunea a IX-a: Rapid și furtunos – Kampf gegen vermeintliche Zauberer („Bătălia cu vrăjitorii”)
13. Variațiunea a X-a: Mult mai larg – Zweikampf mit dem Ritter vom blanken Mond („Duelul cu cavalerul lunii strălucitoare”)
14. Finala: Foarte liniștită – Wieder zur Besinnung gekommen („Trezirea la realitate. Moartea lui Don Quijote”)

## În film
Prima și a doua variațiune sunt prezentate în coloana sonoră a filmului Homarul, (2015) regizat de Yorgos Lanthimos.